# Leucophora miltoparia
Leucophora miltoparia är en tvåvingeart som beskrevs av Griffiths 1996. Leucophora miltoparia ingår i släktet Leucophora och familjen blomsterflugor.
Artens utbredningsområde är Alberta. Inga underarter finns listade i Catalogue of Life.